# Chiropodomys calamianensis
Chiropodomys calamianensis is een knaagdier uit het geslacht Chiropodomys dat voorkomt op Balabac, Busuanga en Palawan in de zuidwestelijke Filipijnen. Daar leeft hij in laaglandbossen en kokosnoot- en bamboegebieden.
Deze soort is de op een na grootste soort van Chiropodomys (na C. karlkoopmani). De rug is donkergeel tot oranjebruin. De buik is crèmekleurig tot oranje. Als de buik donkerder is, zijn de keel en de borst vaak lichter, soms zelfs wit. Tussen de rug en de buik zit een oranje streep. De wangen hebben dezelfde kleur. De voeten zijn wit tot lichtbruin. Op de achtervoeten zit een donkerbruine streep. De staart is lang en bruin. Dieren uit Balabac zijn donkerder en roder. Dieren uit Busuanga hebben dezelfde kleur als die uit Palawan, die hierboven zijn beschreven. De schedel lijkt sterk op die van C. major uit Borneo.